# Фоксборо (Массачусетс)
Фоксборо (англ. Foxborough) — місто (англ. town) в США, в окрузі Норфолк штату Массачусетс. Населення — 18 618 осіб (2020). Розташоване приблизно за 35 км на північний захід від Бостона, штат Массачусетс, і за 29 км на північний схід від Провіденса, штат Род-Айленд.
Місто відоме стадіоном Жилетт Стедіум, і командами New England Patriots з американського футболу та New England Revolution з футболу. Офіційне написання назви міста «Foxborough», хоча часто використовується варіант написання «Foxboro». Цей варіант написання використовується Поштовою службою США як правильна форма.

## Демографія
Згідно з переписом 2010 року, у місті мешкало 16 865 осіб у 6504 домогосподарствах у складі 4492 родин. Було 6895 помешкань
Расовий склад населення:
| - 92,9 % — білих - 3,2 % — азіатів - 1,9 % — чорних або афроамериканців - 0,2 % — корінних американців |

До двох чи більше рас належало 1,2 %. Частка іспаномовних становила 1,8 % від усіх жителів.
За віковим діапазоном населення розподілялося таким чином: 24,2 % — особи молодші 18 років, 62,1 % — особи у віці 18—64 років, 13,7 % — особи у віці 65 років та старші. Медіана віку мешканця становила 42,0 року. На 100 осіб жіночої статі у місті припадало 96,3 чоловіків; на 100 жінок у віці від 18 років та старших — 93,4 чоловіків також старших 18 років.
Середній дохід на одне домашнє господарство становив 119 762 долари США (медіана — 98 199), а середній дохід на одну сім'ю — 133 415 доларів (медіана — 117 976). Медіана доходів становила 75 523 долари для чоловіків та 60 969 доларів для жінок. За межею бідності перебувало 4,9 % осіб, у тому числі 1,5 % дітей у віці до 18 років та 6,1 % осіб у віці 65 років та старших.
Цивільне працевлаштоване населення становило 9375 осіб. Основні галузі зайнятості: освіта, охорона здоров'я та соціальна допомога — 24,0 %, науковці, спеціалісти, менеджери — 18,6 %, роздрібна торгівля — 8,6 %, виробництво — 8,6 %.

## Пам'ятки

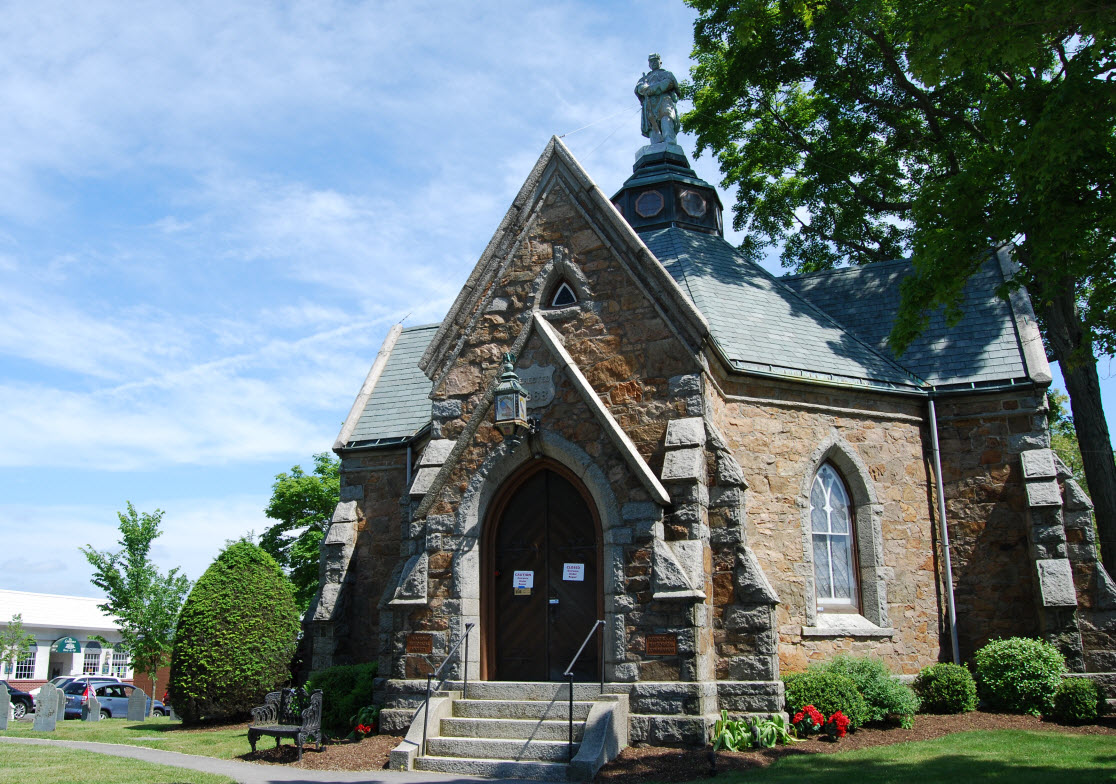
Memorial Hall (Foxborough, Massachusetts)

- Foxboro Grange Hall — занесений в Національний реєстр історичних місць США 1983 року.
- «Жилетт Стедіум» — домашній стадіон команд Нью-Інгленд Петріотс та Нью-Інгленд Революшн.
- Patriot Place — відкритий торгово-розважальний комплекс поруч з Gillette Stadium.
- Театр Орфей — місцевий некомерційний театр, місце для живих виступів та демонстрації фільмів, в тому числі для проведення щорічного кінофестивалю Three Stooges.
- F. Gilbert Hills — державний заповідник охоплює 4,16 км2, використовується для піших прогулянок, їзди на велосипеді, бігу на лижах, верхової їзди та спостереження за природою. У заповіднику розташовані унікальні кам'яні споруди, і деякі жителі вважають, що вони були зроблені та використовувалися місцевим племенем алгонкінів до заснування міста[14].
- Memorial Hall — кам'яниця та пам'ятник в центрі міста, присвячений тим, хто служив в збройних силах; містить постійну колекцію історичних експонатів, пов'язаних з історією міста.